# Gabriel Valverde (compositor)
Gabriel Valverde (Ciudad de Buenos Aires, 24 de enero de 1957) compositor argentino, reconocido a nivel internacional, cuya producción abarca la música sinfónica, música de cámara e instrumentos solistas, música electroacústica, óperas de cámara y música para ballet.

## Biografía

### Formación
A los 12 años empezó a estudiar guitarra clásica y teoría musical de modo particular. En 1976 ingresó al Conservatorio Nacional de Buenos Aires y tomó clases de composición musical con el maestro Manolo Juárez.
Con varias obras de su autoría y mediante una beca, en 1982 Valverde viajó a Francia para estudiar musicología con Dominique Patier en la Universidad de Poitiers y música electroacústica en el Groupe de Musique Experimentale de Bourges, uno de los centros europeos más activos en el desarrollo de esa práctica musical.
Además, participó en seminarios de composición con Helmut Lachenmann, Yvo Malec y Francois Bernard Mache.
Entre 1990 y 1992 vivió en los Estados Unidos, becado por la Fundación Antorchas, donde continuó su investigación en música por computadoras y composición musical, como compositor visitante en la Universidad de Búfalo, Nueva York. En esa institución también participó de seminarios con referentes como Earle Brown, John Cage, Christian Wolff, Brian Ferneyhough e Yvar Michashoff.

### Carrera artística
Con una amplia trayectoria, la música de Valverde ha sido difundida en Argentina, América Latina, Europa, Norteamérica y Asia, y sus composiciones fueron editadas por los sellos discográficos Mode Records (Nueva York), Le Chant du Monde (Francia), United Phoenix Records (Basilea), Testigo (Argentina- EE.UU), Untref Sonoro, CCEBA, IRCO y Melopea Discos (Argentina).
Sus obras también fueron interpretadas en conciertos y festivales internacionales y en reconocidas salas, entre ellos: Kölner Philarmonie (Colonia, Alemania), Centre George Pompidou (Paris), Concert Hall (Estocolmo), Franz Liszt Academy (Budapest), Teatro Colón de Buenos Aires, Burchfield Art Center (Búfalo, Nueva York), Concert Hall (Bucarest), Danish Radio Concert House (Copenhague).
Recibió encargos y fue invitado como artista por instituciones e intérpretes como: GMEB (Francia), Academia de Música de Basilea (Suiza), Gaudeamus Internacional Music Week (Holanda), Fundación Logos (Bélgica), Universidades Mc Gill y Montreal (Canadá), North American New Music Festival (EE. UU.), Ensamble 2E2M (París), Ensamble Attacca (Berlín), Leipzig Radio Orchestra (Alemania), Malmö Symphony Orchestra (Suecia), Danish Chamber Players (Dinamarca), Mondrian Ensamble (Suiza), Repertorium Ensamble, Pro-Contemporánea Ensemble (Rumania), Música Aperta (Suiza), Ensamble Sortisiato (Alemania), Cuarteto Arditti (Inglaterra), Fondo Nacional de las Artes, Ministerio de Cultura de la Nación, Teatro General San Martín, Teatro Colón (Argentina).
Sobre los ideales que lo movilizan dentro la composición y la búsqueda creativa, Valverde expresó:

Hay un par de frases del (…) considerado (…) padre de la física cuántica: el físico Werner Heisenberg. La primera frase dice: ‘La sencillez es el sello de la verdad’. La segunda frase dice: ‘La belleza es el resplandor de la verdad’. Yo creo que la palabra ‘verdad’ es muy fuerte y es muy profunda, pero cuando la ponemos acompañada de la palabra ‘sencillez’ o ‘belleza’ como el resplandor de esa verdad, creo que todo ese significado, que puede ser en parte poético, pero también en parte es filosófico, está muy cerca de lo que son las cuestiones y los anhelos que me movilizan en la música.
Gabriel Valverde

### El silencio en su obra
Varios autores destacan la forma en que Valverde utiliza el silencio en sus obras.
La musicóloga y pianista Margarita Fernández afirma que la música puede sostener dos estrategias fundamentales con el silencio: establecer con él una relación dialéctica de oposición al sonido o componer su metáfora.
Fernández sostiene que el silencio es el espacio virtual de la música:

El espacio de la música es inasible: existe, pero ningún cuadrante puede fijarlo. Cuando la música comienza a descubrir el espacio, el silencio comienza a revelarse como el estrato profundo de este espacio.
Margarita Fernández

La ensayista, quien califica a Valverde como un “hacedor” de silencios, lo ubica dentro de la segunda estrategia, es decir, el silencio como representación y no como ausencia de sonido.
El propio autor define al silencio como “la capa más lejana del sonido” y agrega:

El empleo del silencio no tiene nada que ver en mí con los criterios de continuidad y discontinuidad. El empleo del silencio en mí son duraciones temporales de la música, sean silenciosas, sonoras o que tengan un sonido que sea quasi silencio o que cumplan el mismo rol que el silencio. (…) Cuando vemos más profundamente vemos que los silencios si bien en la superficie parecen ubicar cierta discontinuidad, esa discontinuidad solamente está basada en sonido y falta de sonido, pero si vamos a las proporciones de este tiempo, son proporciones de tiempo igual que los sonidos, entonces ahí no habría discontinuidad.
Gabriel Valverde

## Premios y participaciones como jurado
En 1987 y 1988, el artista obtuvo reconocimientos en Argentina por parte de Fondo Nacional de las Artes, mientras que, en 1985, ganó el primer premio en Música de Cámara otorgado por Tribuna Nacional de Compositores por su pieza “Overtrung” y, en 1984, logró el mismo galardón en la categoría Música Electroacústica por “Una música, un rumor, un símbolo”.
También recibió, en 2004, el segundo premio nacional de Música Sinfónica de la Secretaría de Cultura de la Nación por “Espacios Inasibles”.
En 2018, su ópera de cámara “Ese grito es todavía un grito de amor” fue nominada a Mejor álbum de Música Clásica en los Premios Gardel, en Argentina.
En la Ciudad de Buenos Aires, la antes mencionada “Espacios Inasibles” fue seleccionada en 1998 por el gobierno local como representante argentina en la categoría Música Clásica para participar de los premios Villa de Madrid, en España. Valverde también alcanzó en 1995 el Primer Premio Municipal Ciudad de Buenos Aires, en la categoría Música Sinfónica y recibió otros reconocimientos en los años 1981, 1982.
A nivel internacional, fue seleccionado por los jurados del “World Music Days Festival”, de la Sociedad Internacional de Música Contemporánea que tuvieron lugar en Hungría (1986), Alemania (1987), Suecia (1994), Rumania (1999), Biennale de Zagreb, Croacia (2005) y Hong Kong (2007).
El compositor también recibió galardones en el Concurso Internacional Luigi Russolo en Italia (1984), en el Concurso Internacional de Bourges en Francia (1990) y el premio del Forum Junger Komponisten, organizado por la radio del Oeste de Alemania Westdeutscher Rundfunk (1992).
Gracias a su extensa carrera, Valverde fue miembro de jurados en la Argentina en la Fundación Omega Seguros, el Centro de Experimentación del Teatro Colón, la Secretaría de Cultura de la Ciudad de Buenos Aires (Mecenazgo), Melos Editorial, Condit/Gaudeamus, el Fondo Nacional de las Artes, la Universidad Nacional de Córdoba y la Universidad Nacional del Litoral, y también fue jurado internacional en el del Forum ‘96, en Montreal, Canadá.

## Docencia
Valverde ejerció como profesor en el Conservatorio Superior de Música “Manuel de Falla” de Buenos Aires, en la Facultad de Bellas Artes de la Universidad de La Plata y enseña en la Universidad Nacional de Tres de Febrero, donde fue el creador en 2007 y es director de la carrera Licenciatura de Música. Además, fue fundador (1992) y director del Centro de Estudios Avanzados en Música Contemporánea de Buenos Aires (CEAMC). Esta institución, marcaría un hito en la escena musical de Buenos Aires en los años 90 y parte de la década del 2000 por su extenso trabajo de difusión y divulgación de artistas, catedráticos, investigadores, y ensambles, tanto de Argentina como del exterior.
El compositor también dictó conferencias y seminarios en: Hannover Musikhochschule (Alemania), Universidad de Nueva York en Búfalo (EE.UU), Universidad de Montreal (Canadá), Universidad Mozarteum de Salzburgo (Austria), Conservatorio de Copenhague (Dinamarca), Universidad Federal de Integración Latinoamericana, UNILA, Foz de Iguazú (Brasil), Universidad Nacional de Colombia, Universidad Católica de Santiago (Chile), Universidad Nacional de Quilmes, Universidad Nacional de Córdoba y Universidad Nacional de las Artes (Argentina), Biblioteca Nacional, entre otros.
Escribió numerosos artículos especializados.
Es coautor, junto a Guillermo Lema, del libro “La Música Utópica”, editado por Vian Ediciones, Argentina (2006).

## Principales obras

### Música para Orquesta
- 1991-1992: “Fragmentaciones”, para gran orquesta
- 1992: “Espacios Inasibles”: para gran orquesta
  - 1.“Fragmentaciones”
  - 2.“Luminar”
- 1994-1995: “5000 Voces”, para orquesta de cámara y voces

- 2007: “Tierra Incógnita”, para orquesta de instrumentos     autóctonos y electrónica.

### Música de Cámara
- 1980-1981: “Escenas Introspectivas”, para violín y piano
- 1981: “Pequeño cuarteto”, para cuarteto de cuerdas
- 1981-1982: “Tres piezas”, para cuarteto de cuerdas
- 1983: “Primer plano”, para barítono y piano
- 1984-1985: “Overstrung”, para flauta, violín, cello, trombón, percusión y sintetizador
- 1988: “Confines”, para oboe o clarinete, cello, piano y percusión
- 1997-1998: “Sexteto”, para ensamble de cámara
- 1998: “Sonora Soledad”, para ensamble de cámara
- 2001-2002: “Vox Ignota”, para ensamble de percusiones
- 2003: “Es decir callar”, para ensamble de cámara
- 2012: “Klee, en el azul”, para ensamble de cámara
- 2012: “Gracias”, para voz masculina y piano
- 2016: “Traza”, para cuarteto de cuerdas y dos percusionistas
- 2018: “Pendular”, para violín y piano
- 2019: “Ex Nihilo”, obra para ensamble de cámara

### Música para Instrumentos solos
- 1977: “Fantasía”, para guitarra
- 1979: “Sonata”, para piano
- 1980: “Siete variaciones”, para clarinete
- 1989: “Perpetual Tango”, (versión a partir del Perpetual Tango de John Cage), para piano
- 1990: “Pulsión”, para flauta en sol
- 1996: “El Silencio ya no es el Silencio”, para arpa sola
- 1996-1998: “Resplandor de los Surem”, para piano
- 2002: “Las orillas del mundo”, para piano
- 2002: “Solo”, para trompeta.
- 2009: “Shine”, para violín
- 2011: “Flor Muda”, para piano

### Música mixta (para instrumentos y electrónica)
- 1984-1985: Ek-Stasis, obra mixta para piano y sonidos electrónicos
- 1991-1992: “Terra Incógnita” (1.ª versión), para trío de cuerdas y electrónica

### Música electroacústica
- 1983: “Allycs o un cuento lejano”
- 1984: “Una música, un rumor, un símbolo”
- 1987-1988: “Cúmulos”
- 1990: “Y una línea de luz”
- 1991: “Dos estudios preliminares”, Glow in the Dark y Lejanía
- 1992: “Terra Incognita” (2.ª Versión)

### Música escénica
- 1987: “Reverberancias”, obra electroacústica, para ballet
- 1997: “Canto XII”, música escénica, ópera de cámara
- 2014: “Ese grito es todavía un grito de amor”, ópera de cámara

## Discografía
- 1988: “Tres piezas para cuarteto de cuerdas” - Intérpretes: Nuevo Cuarteto Budapest. CONSEJO ARGENTINO DE LA MUSICA (COLECCIÓN CAMU)
- 1989: “Allycs o un cuento lejano” - Línea adicional- MELOPEA DISCOS
- 1990: “Cúmulos”- Cultures Electroniques - GMEB, UNESCO y CIME
- 1992: “Perpetual tango” - New piano Works from Europe and the Americas - Intérprete: Haydée Schvartz - MODE RECORDS
- 1992: “Ek-Stasis” - New piano Works from Europe and the Americas - Intérprete: Haydée Schvartz - MODE RECORDS
- 1995: “Dos estudios preliminares” - Panorama de la Música Argentina - IRCO
- 1999-2000: “Confines” - 20th Century Composers - Intérpretes: Quinteto CEAMC –TESTIGO
- 2001: “Luminar”, CD monográfico – Varios intérpretes - MODE RECORDS
- 2001: “Sonora soledad” - Primer Foro Conociendo al Compositor. Subsidio Fondo Nacional de las Artes - Intérpretes: Quinteto CEAMC - CEAMC EDICIONES
- 2010: “Shine”- Instrumentos Solos II - Intérprete: David Núñez - C. CEBA
- 2012: “Es decir callar” - CD monográfico -Varios intérpretes - UNTREF SONORO
- 2015: “Sexteto” - Valverde/ Gosfield/ Jiménez - UNITED PHOENIX RECORDS
- 2018: “Ese grito es todavía un grito de amor” - Varios intérpretes - UNTREF SONORO